# Юніорський турнір ФІФА 1951
Юніорський турнір ФІФА 1951 — пройшов у Франції з 22 по 26 березня. У фінальному матчі югослави перемогли австрійців 3:2.

## Учасники
- Австрія
- Бельгія
- Англія
- Франція (господарі)
- Нідерланди
- Північна Ірландія
- Швейцарія
- Югославія

## Перший раунд
| 22 березня 1951 |

| Бельгія | (ж) 1 – 1 | Англія |
| ------- | --------- | ------ |
|         |           |        |

| Канни |

| 22 березня 1951 |

| Югославія | 3 – 0 | Франція |
| --------- | ----- | ------- |
|           |       |         |

| Ніцца |

| 22 березня 1951 |

| Австрія | 3 – 1 | Швейцарія |
| ------- | ----- | --------- |
|         |       |           |

| Монако |

| 22 березня 1951 |

| Північна Ірландія | 2 – 0 | Нідерланди |
| ----------------- | ----- | ---------- |
|                   |       |            |

| Монако |

## Кваліфікація 5— 8 місця
| 24 березня 1951 |

| Англія | 3 – 1 | Швейцарія |
| ------ | ----- | --------- |
|        |       |           |

| Ніцца |

| 24 березня 1951 |

| Нідерланди | 4 – 1 | Франція |
| ---------- | ----- | ------- |
|            |       |         |

| Канни |

## Півфінали
| 24 березня 1951 |

| Югославія | 2 – 1 | Північна Ірландія |
| --------- | ----- | ----------------- |
|           |       |                   |

| Ніцца |

| 24 березня 1951 |

| Австрія | 3 – 1 | Бельгія |
| ------- | ----- | ------- |
|         |       |         |

| Монако |

## Матч за 5-е місце
| 26 березня 1951 |

| Англія | 2 – 1 | Нідерланди |
| ------ | ----- | ---------- |
|        |       |            |

| Канни |

## Матч за 3-є місце
| 26 березня 1951 |

| Бельгія | 1 – 0 | Північна Ірландія |
| ------- | ----- | ----------------- |
|         |       |                   |

| Ніцца |

## Фінал
| 26 березня 1951 |

| Югославія | 3 – 2 | Австрія |
| --------- | ----- | ------- |
|           |       |         |

| Канни |

| Чемпіон Європи 1951 |
| ------------------- |
| Югославія 1-й титул |